# Bremen Eins
Bremen Eins – niemiecka stacja radiowa należąca do publicznego nadawcy Radio Bremen i pełniąca w kraju związkowym Brema rolę pierwszego programu radia publicznego. W swojej dzisiejszej postaci została uruchomiona w 2001 roku, w wyniku połączenia działających wcześniej osobno programów pierwszego i trzeciego Radio Bremen. Grupą docelową rozgłośni są osoby w wieku 40-60 lat, zainteresowane tematyką lokalną i słuchające głównie starszych przebojów. 
Stacja dostępna jest w Bremie i okolicach w analogowym i cyfrowym przekazie naziemnym oraz w sieciach kablowych. Ponadto można jej słuchać przez Internet oraz w niekodowanym przekazie z satelity Astra 1M. 